# 常播
常 播（じょう は）は、中国三国時代の蜀漢の政治家。字は文平。本貫は益州蜀郡江原県。

## 生涯
県に出仕して、主簿や功曹を務めていた。
建興15年（237年）、県長の朱游が穀物を横領したと上官から誣告され、重罪に該当した。常播は獄に出頭して朱游を弁護したが、その身を杖で数千回も打たれる拷問を受け、三度の裁判の間に、二年余り幽閉された。取り調べを受けるに当たっては、「ただ早く罰を加えよ、あれこれ尋ねる必要はない」と答えるのみだった。あくまで最初の証言を曲げず、ついに真相が明らかになり、朱游は死刑を免れた。人々は常播が主君のために我が身を忘れ、その節義は壮烈であったと称賛した。
孝廉に推挙され、郪の県長となった後、五十余歳で没した。後年、県令の趙敦が肖像を描き、賛頌を添えて、常播を顕彰した。